# Cañas (La Rioja)
Cañas es un municipio de la comunidad autónoma de La Rioja (España).
Por la localidad discurre el río Tuerto (La Rioja).
La suerte del lugar ha estado secularmente ligada a las monjas bernardas, a quienes se cedió en el año 1170 tanto Cañas como Canillas. El Monasterio –visitado a diario por cuantos quieren disfrutar de uno de los más depurados góticos de la región– y la figura de Santo Domingo de Silos, hijo de la villa, son sus elementos más caracterizados.

## Historia
Sandoval, en su estudio sobre el monasterio de San Millán de la Cogolla, recoge la primera cita documental de la localidad al señalar que el 5 de septiembre del año 922 donaron el rey García Sánchez I de Pamplona y su madre Toda Aznárez el primitivo Santa María de Cañas al de la Cogolla. En la misma obra, se refiere una nueva escritura de cesión, ésta del 1047, por la que García III de Pamplona «el de Nájera» y su mujer la reina Estefanía cedían el monasterio de San Miguel de Cañas al de San Millán.
En el año 1000 nacía en Cañas Santo Domingo de Silos. Este desarrolló su actividad en la localidad, en lugares cercanos y en el monasterio de San Millán de la Cogolla, hasta ser desterrado del reino de Navarra por orden del rey García Sánchez III, llamado "el de Nájera". Es entonces cuando se exilia al reino de Castilla y funda el monasterio que lleva su nombre, el monasterio de Santo Domingo de Silos, en la localidad burgalesa homónima. El fraile Mateo Anguiano Nieva habla sobre él en su libro del año 1701 titulado Compendio historial de la provincia de La Rioja.
Se remonta la fundación del nuevo monasterio de Cañas a una fecha, 1170, muy próxima a la muerte del promotor de la reforma cisterciense, San Bernardo, fallecido en el monasterio de Claraval el 20 de agosto de 1153 y canonizado veinte años después. En 1169, Lope Díaz I de Haro y su esposa Aldonza, señores de Vizcaya habían entregado a un reducido grupo de monjas cistercienses una propiedad en Fayuela, lugar próximo a Santo Domingo de la Calzada, para establecer su comunidad. Sin embargo, la cercanía de la población molestaba a las religiosas, y el 9 de abril de 1170 recibieron una generosa entrega de sus benefactores: las villas de Cañas y Canillas, y un núcleo próximo a Tironcillo.
Aldonza, ya viuda, donó bienes cuantiosos a la comunidad recién asentada, a la que pronto se uniría su nieta, Urraca Díaz de Haro, cuarta abadesa que murió en olor de santidad en 1262, figurando en el menologio cisterciense como Beata.
La villa formó parte del señorío de los condes de Hervías.
En un punto situado entre los años 1790 y 1801 Cañas se integra en la Real Sociedad Económica de La Rioja, una de las sociedades de amigos del país fundadas en el siglo XVIII conforme a los ideales de la ilustración.
Durante la Guerra de Independencia, algunos de sus vecinos tuvieron un papel activo. El 11 de abril de 1813, Bernabé Herrera Villalaín, natural de Cañas y soldado del 4º Batallón de Iberia, muere en la cercana villa de Valgañón, lugar de la retaguardia donde este batallón hostigaba a las fuerzas napoleónicas en su retirada de Burgos a Vitoria. Gracias a los libros parroquiales de dicho pueblo sabemos que está enterrado en la iglesia de Nuestra Señora de Tresfuentes, en la sepultura número 70.
El historiador  Ángel Casimiro de Govantes en su Diccionario geográfico-histórico de La Rioja del año 1846, dice que Cañas tenía entonces un hospital, producía granos, legumbres y todo género de frutas. Pascual Madoz por su parte en su Diccionario grográfico-éstadístico-histórico de España y sus posesiones de Ultramar realizado entre los años 1845 y 1850 explica que la localidad tenía entonces 52 casas habitadas, un convento de la orden del Cister, una iglesia parroquial servida por un cura propio y una escuela de ambos sexos. Producía trigo, cebada, centeno, avena y judías. Críaba ganado lanar y había caza menor. Los caminos entre pueblos se conservaban en mediano estado y no había industria ni comercio. Su población costaba entonces de 40 vecinos y 172 almas.

## Geografía humana

### Demografía
Cuenta con una población de 96 habitantes (INE 2024).
| Gráfica de evolución demográfica de Cañas entre 1842 y 2021                                                           |
| |
| Población de derecho según los censos de población del INE. Población de hecho según los censos de población del INE. |

| Nacionalidad | Hombres | Mujeres | Total | %     | Proporción |
| ------------ | ------- | ------- | ----- | ----- | ---------- |
| Española     | 33      | 30      | 63    | 70.7% |            |
| Extranjera   | 15      | 11      | 26    | 29.2% |            |

## Administración
| Periodo   | Nombre                        | Partido |
| --------- | ----------------------------- | ------- |
| 1979-1983 | Julián Allona Ugarte          | UCD     |
| 1983-1987 | Ricardo Cereceda Merino       | AP      |
| 1987-1991 | Roberto de Corta Sáenz        | PSOE    |
| 1991-1995 | José Antonio Merino Hernáiz   | PP      |
| 1995-1999 | José Antonio Merino Hernáiz   | PP      |
| 1999-2003 | José Antonio Merino Hernáiz   | PP      |
| 2003-2007 | José Antonio Merino Hernáiz   | PP      |
| 2007-2011 | José Antonio Merino Hernáiz   | PP      |
| 2011-2015 | José Antonio Merino Hernáiz   | PP      |
| 2015-2019 | Domingo de Silos Merino Bravo | PP      |
| 2019-2023 | Roberto de Corta Sáenz        | PSOE    |

## Personas destacadas
- Domingo de Silos: este santo católico es originario de Cañas.

Destaca entre los hijos ilustres de Cañas, Santo Domingo de Silos, nacido en el año 1000 y muerto en Silos setenta y tres años después. Descendiente de los Manso, fue durante su niñez zagal de los rebaños de su padre. Más tarde, tras vivir como eremita, un año en soledad, ingresó en el Monasterio de San Millán de la Cogolla, del que pronto sería nombrado prior. Cuando el rey García el de Nájera quiso adueñarse de los bienes del Monasterio, encontró la oposición de su prior Domingo, quien esgrimiría un argumento cien veces traspasado a la literatura de la época "puedes matar el cuerpo, la carne mal traer, mas non has en el alma, rey, ningún poder".
Sí alcanzó la autoridad del monarca, sin embargo, para desterrar de su reino al opositor, quien hubo de retirarse a Castilla, a un convento por entonces arruinado: San Sebastián de Silos. Empeñado en su restauración, logró la maravilla románica de su claustro y el afianzamiento de una comunidad cuya ciencia y aliento espiritual forjarían una parte nada desdeñable del patrimonio cultural castellano. 

## Patrimonio

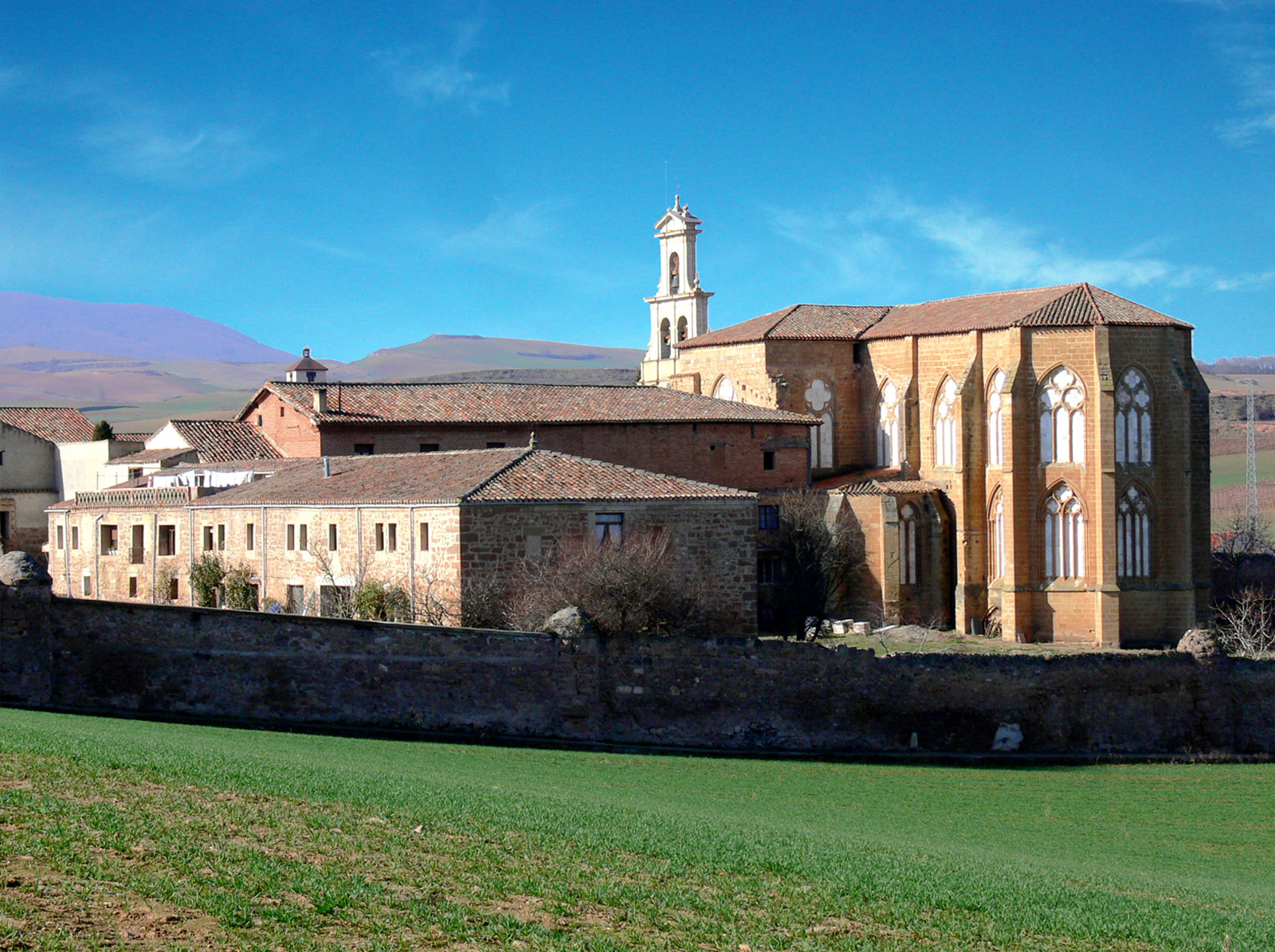
Monasterio Cisterciense de Santa María.

- Monasterio Cisterciense de Cañas: De los siglos XII, XIII y XVII. Fue declarado Bien de Interés Cultural en la categoría de Monumento el 2 de marzo de 1943.[10]
- Iglesia parroquial de la Asunción: De los siglos XII, XVI y XVIII.
- Ermita de Santa María: Del siglo XVI.